# Borut Mori
Borut Mori se z glasbo ukvarja že od otroških let. Prihaja iz Dravograda, kjer je s sedmimi leti pričel z igranjem na mali boben pri Godbi na pihala Ojstrica. Z desetimi leti se je vpisal v glasbeno šolo za harmoniko pri prof. Julijanu Burdziju ter kasneje še za saksofon pri prof. Samu Kolarju. V času osnovne šole je nabiral izkušnje z igranjem v šolskem bendu ter v Godbi na pihala. Šolanje je nadaljeval na Srednji glasbeni in baletni šoli v Mariboru (1995 – 1999) pri prof. Andreju Lorberju. Leta 1999 se je pod njegovim mentorstvom udeležil državnega tekmovanja mladih slovenskih glasbenikov (TEMSIG) in dosegel zlato plaketo ter 1. nagrado. Po opravljenem sprejemnem preizkusu se je vpisal na Univerzo za glasbo in upodabljajočo umetnost v Gradcu (1999 – 2005) k prof. Jamesu Crabbu in kasneje k Jannetu Rattya. V času študija je bil aktiven v različnih glasbenih zasedbah v klasičnih in popularnih glasbenih smereh, sodeloval je z gledališčem v Gradcu ter se udeleževal tekmovanj in seminarjev. Od leta 2006 je zaposlen kot učitelj harmonike na Konservatoriju za glasbo in Balet Maribor.
Glasba:
V času študija se je začel intenzivno ukvarjati s sodobno in avtorsko glasbo katero izvaja na koncertih doma in v tujini. »Tekom razvoja enega glasbenika, je na nek način logično, da se hkrati razvija tudi odnos do različnih glasbenih estetik, saj je za glasbenika normalno, da spoznava nove smeri, drugačne prijeme ali nove pristope. Hkrati pa si seveda izluščiš tisto kar ti je všeč in na tem gradiš. Meni je všeč glasba, katera se spogleduje s klasiko, etnom, sodobno glasbo, jazzom. Vse to skupaj v nekakšnem ambientalnem smislu. V takšnih tonih bolj ali manj zvenijo tudi moje kompozicije.« (Intervju Večer, 16.1.2018)
Oder si največkrat deli:
- v duetu z violinistom Igmarjem Jennerjem iz Gradca, s katerim je posnel dve plošči. Perunika 2009 (samozaložba) in Media Nocte 2017 (Quinton Records). Leta 2010 sta na Dunaju prejela nagrado Austrian World Music Award.
-Z kitaristom Andrejem Ofakom sodeluje že od otroških let. Skupaj sta posnela glasbo za film Odprava na himalajo 2004, zgoščenko Naj letim 2008 (JSKD) na kateri sta uglasbila poezijo mladih slovenskih pesnic in pesnikov v sodelovanju s festivalom Urška v Slovenj Gradcu ter The Echoes of River Drava 2017 (Založba Klopotec), ki ga je portal Jazzetna označil za album leta 2017.
- v Runaway triu, sestavu za tri harmonike v katerem sodelujeta tudi Matjaž Balažic in Žan Trobas. Trio se posveča izvajanju sodobne glasbe. Works for Accordion 2018 (Orlando Records) je zgoščenka na kateri so interpretacije skladb renomiranih sodobnih skladateljev. (Hosokawa, Rojko, Tiensuu, Am, Haas, Lang)